# Pedro Espinosa
Pedro Espinosa (Antequera, 4 de junio de 1578 - Sanlúcar de Barrameda, 21 de octubre de 1650), poeta y antólogo español del Barroco y uno de los miembros de la Escuela antequerano-granadina del Siglo de Oro.

## Biografía
Estudió Cánones y Teología posiblemente en Sevilla; fue uno de los concurrentes más asiduos de la famosa Academia poética granadina, que timoneaba Pedro de Granada Venegas; allí conoció a otros poetas, entre otros, a Gonzalo Mateo de Berrío. Durante una estancia en Sevilla se relacionó con Juan de Arguijo, muy famoso no solo por su poesía, sus calaveradas y su desordenada vida, sino porque a su alrededor se reunía una academia de intelectuales, entre ellos otro importante polo cultural de Sevilla, el pintor Francisco Pacheco. Todos estos viajes aprovechaba el autor para ir compilando los materiales de una famosa antología poética, cuyo título al salir en Valladolid en 1605 fue Flores de poetas ilustres. Como lírico cantó a Cristobalina Fernández de Alarcón bajo el nombre poético de Crisalda, la cual se casó con el mercader Agustín de los Ríos en primeras nupcias, y al enviudar en 1603, con el estudiante Juan Francisco Correa en 1606. A mediados de 1603 se encuentra ya en Valladolid, donde está la Corte, y más tarde en Madrid, donde amistó con poetas tan diferentes como Góngora y Quevedo y trató a otros como Lope de Vega, Tirso de Molina y Luis Vélez de Guevara, lo que facilitó luego su labor de antólogo.
Desengañado del mundo, Espinosa se retiró a la ermita de la Magdalena, cerca de Antequera, cambiando su nombre por el de Pedro de Jesús y componiendo ya solamente versos religiosos; es más, se ordenó sacerdote en Málaga y vivió desde 1611 en la ermita de la Virgen de Gracia de Archidona. Pero en 1615 se trasladó a Sanlúcar de Barrameda, llamado por el VIII duque de Medina Sidonia, quien le concedió una capellanía en el Santuario de la Caridad y lo nombró rector del Colegio de San Ildefonso. En Sanlúcar, donde permaneció treinta y cinco años, llevó una doble vida como presbítero y ermitaño, residiendo en el retiro de las Cuevas de Montesión. A la muerte del VIII duque, asistió a las intrigas de su hijo para proclamarse rey de Andalucía, escribiendo en Sanlúcar su última obra, citada por Nicolás Antonio, llamada Tesoro escondido (1644), que se considera perdida.

## Obra
Como poeta, pese a haber vivido en plena época barroca del Conceptismo y Culteranismo, fue muy poco influido por estas tendencias, y su estilo personal fue sencillo, claro, puro, dominando en especial una particular y rica sensibilidad descriptiva.
Es sobre todo conocido como uno de los mejores antólogos de la lírica del Siglo de Oro; en efecto, seleccionó y editó con muy buen gusto una Primera parte de Flores de poetas ilustres de España (Valladolid, 1605) que fue muy leída y contiene 240 composiciones de 63 autores diferentes, aunque ambas cifras varían según el ejemplar de que se trate. Si bien incorpora algunos autores menores por intereses y compromisos, destacan especialmente Góngora, con 37 poemas; Luis Martín de la Plaza, con 27; Quevedo, con 21; el mismo Espinosa y Lupercio Leonardo de Argensola, con 19 cada uno; Juan Valdés y Meléndez, con 9; Luis Barahona de Soto y Lope de Vega con 8, Baltasar del Alcázar y Juan de Arguijo con 6, Agustín de Tejada con 5, y Cristobalina Fernández de Alarcón con 2. La obra incorpora además como apéndice dieciocho traducciones (y no 16 como dice la portada ni 14, como dice la tabla) de odas de Horacio, la mitad realizadas por Bartolomé Martínez. El libro es uno de los peor impresos en la historia de la tipografía del Siglo de Oro, sin duda no por culpa del editor, sino de las prisas y el poco dinero; lleva aprobación del 24 de noviembre de 1603 y privilegio de impresión del 8 de diciembre del mismo año, pero tardó dieciséis meses en salir mientras llegaba el dinero del mecenas que costeaba la edición, el Duque de Béjar, también mecenas del casi simultáneo Quijote, ya que la tasa fue dada el 1 de abril de 1605. No hubo segunda impresión hasta 1896, cuando apareció la edición de Francisco Rodríguez Marín y Juan Quirós de los Ríos, acompañada de la edición príncipe de la Segunda parte de la obra, que se supone no era publicable en el siglo XVII tras el reducido éxito de la Primera parte.

### Prosa
- Bosque de Doñana, 1624.
- Espejo de cristal fino y antorcha que aviva el alma, 1625.
- El perro y la calentura, novela peregrina, publicado en 1625 con las Cartas del Caballero de la Tenaza de Quevedo.
- Panegírico de la ciudad de Antequera, 1626.
- Pronóstico judiciario a los sucesos desde año de 1627 hasta el fin del mundo, una sátira y burla de los vaticinios astrológicos.
- Panegírico del Duque de Medina Sidonia (1629).

### Verso
- Fábula del Genil.
- Soledad de Pedro de Jesús
- Salmo de penitencia importantísimo para alcanzar el perdón de los pecados (1625).

### Antologías
- Primera parte de Flores de poetas ilustres de España, dividida en dos libros. Ordenada por Pedro Espinosa, natural de la ciudad de Antequera. Dirigida al señor Duque de Béjar. Van escritas dieciséis odas de Horacio, traducidas por diferentes y graves autores admirablemente. Valladolid: Luis Sánchez, 1605.
- Segunda parte de Flores de poetas ilustres de España, inédita hasta 1896, cuando apareció en Sevilla bajo la dirección de Francisco Rodríguez Marín y Juan Quirós de los Ríos, junto con la segunda edición de la Primera parte.